# Antidetonante
Con il termine antidetonante si indicano alcuni composti chimici che, miscelati come additivi alle benzine, hanno il compito di diminuire il fenomeno del battito in testa nei motori a combustione interna e pertanto ne aumentano il numero di ottano.
I composti con maggiore potere antidetonante presentano in genere le seguenti caratteristiche:
- contengono al loro interno eteroatomi[1]
- presentano uno scheletro carbonioso ramificato[2]
- sono idrocarburi cicloparaffinici o aromatici[2]
- hanno un numero di atomi di carbonio non elevato.[3]

## Esempi di agenti antidetonanti
L'uso dei seguenti antidetonanti è stato abbandonato:
- Piombo tetraetile (TEL), utilizzato in passato e sostituito da altri composti, in quanto dannoso per la salute e per l'ambiente
- Piombo tetrametile (TML)
- Dibromoetano

Altri agenti antidetonanti sono:
- Metilciclopentadienil-tricarbonil-manganese (MMT)
- Nichel tetracarbonile
- Ferrocene
- Ferropentacarbonile
- Toluene
- Isoottano
- Etanolo
- Metil-t-butil etere (MTBE)
- Etil-t-butil etere (ETBE)
- Terz-amil metiletere (TAME)